# Подрыв Козаровицкой дамбы
Подрыв Козаровицкой дамбы, отделяющей мелиорированную пойму реки Ирпень от Киевского водохранилища, был произведён Вооружёнными силами Украины 26 февраля 2022 года с целью предотвращения продвижения российских войск в ходе вторжения России на Украину. В результате были затоплены более 2800 гектаров земель, а также жилые дома в селах Козаровичи и Демидов.

## Ход событий
Киевское водохранилище было создано при строительстве Киевской ГЭС в 1960-х годах. Для защиты земель в пойме реки Ирпень от затопления была построена Козаровицкая дамба длиной 1,4 км, отделяющая пойму от водохранилища, и насосная станция, перекачивающая воды реки в водохранилище. В результате уровень воды в водохранилище находился на 3 метра выше, чем в пойме реки.
После начала вторжения на Украину российские войска начали продвигаться к Киеву. Чтобы затруднить продвижение противника, украинские войска применяли тактику «выжженной земли», уничтожая мосты, дороги и другие объекты инфраструктуры.
Российские войска продвигались к Киеву в том числе и с севера, вдоль Киевского водохранилища. Чтобы воспрепятствовать их продвижению, 26 февраля 2022 года украинские военные подорвали Козаровицкую дамбу в районе села Козаровичи. Следствием этого стало затопление поймы реки Ирпень с образованием мелководного плёса площадью 2842 гектара и длиной более 20 км. В окрестностях села Демидов ширина плёса достигала двух километров. Объём воды, поступившей в пойму из Киевского водохранилища, оценивается в 117,5 млн кубометров. В зону затопления попали поля, леса, луга, а также дома жителей сёл Козаровичи и Демидов. Также украинскими военными была взорвана плотина вблизи села Мощун. Изначально украинские власти в лице посла Украины в США обвинили в подрыве дамбы российские войска.

## Последствия

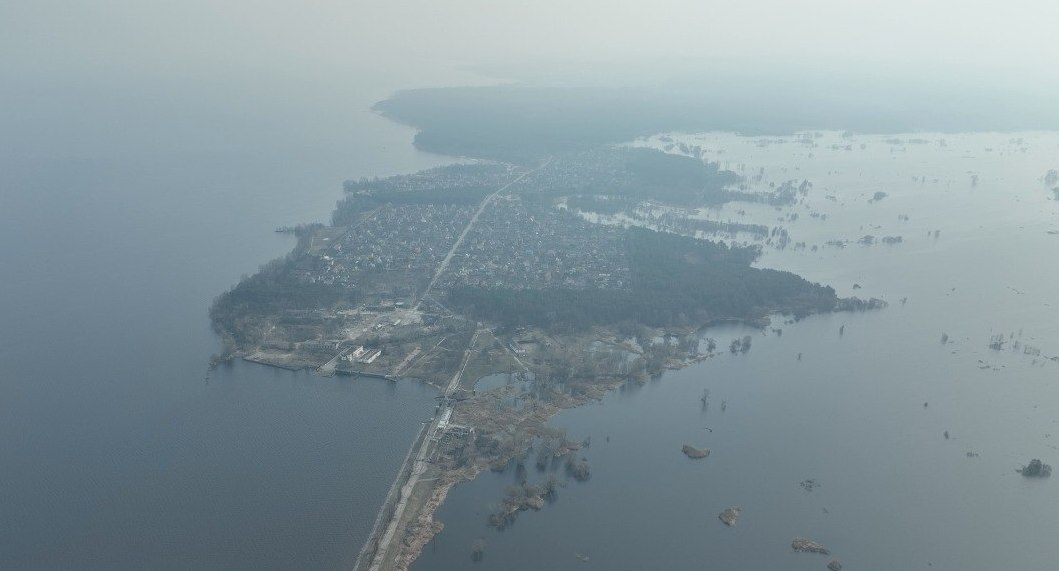
Затопленное с. Демидов

По мнению газеты The New York Times, рукотворное наводнение сыграло ключевую роль в боевых действиях вблизи Киева в марте 2022 года. Разлившаяся вода создала эффективный барьер для танков, заставив российские войска наступать с других направлений — в районе Гостомеля, Бучи и Ирпеня, где им пришлось втянуться в городские бои. Попытки российских войск пересечь реку Ирпень путём наведения понтонных мостов оказались неудачными.
Как сообщил министр защиты окружающей среды и природных ресурсов Украины Руслан Стрелец, сумма ущерба от затопления составляет 27,5 миллионов гривен. Выражаются опасения относительно экологических последствий произошедшего, поскольку в зону затопления попали свалки, выгребные ямы, обработанные органическими удобрениями поля.
Российские войска отошли из-под Киева в апреле 2022 года, но по состоянию на ноябрь 2022 года затопление не было ликвидировано, при этом велись работы по восстановлению дамбы. Некоторые экологи предлагают сохранить пойму в полностью или частично затопленном и заболоченном состоянии.

## Оценки
Газета The Washington Post охарактеризовала произошедшее как пример «гидравлической войны» — преднамеренного затопления территории в ходе боевых действий.